# بابلو مارتين رويز
بابلو مارتين رويز (بالإسبانية: Pablo Martín Ruiz) (17 يوليو 1987 ببوينس آيرس في الأرجنتين - ) هو لاعب كرة قدم أرجنتيني في مركز الهجوم. لعب مع غودوي كروز ونويفا شيكاجو وأتليتكو بلاتينسي ‏ وEstudiantes de Buenos Aires ‏.

## وصلات خارجية
- بابلو مارتين رويز على موقع قاعدة بيانات كرة القدم.إي يو (الإنجليزية)
- بابلو مارتين رويز على موقع Soccerway.com (الإنجليزية)